# Georg Finsler (Theologe)

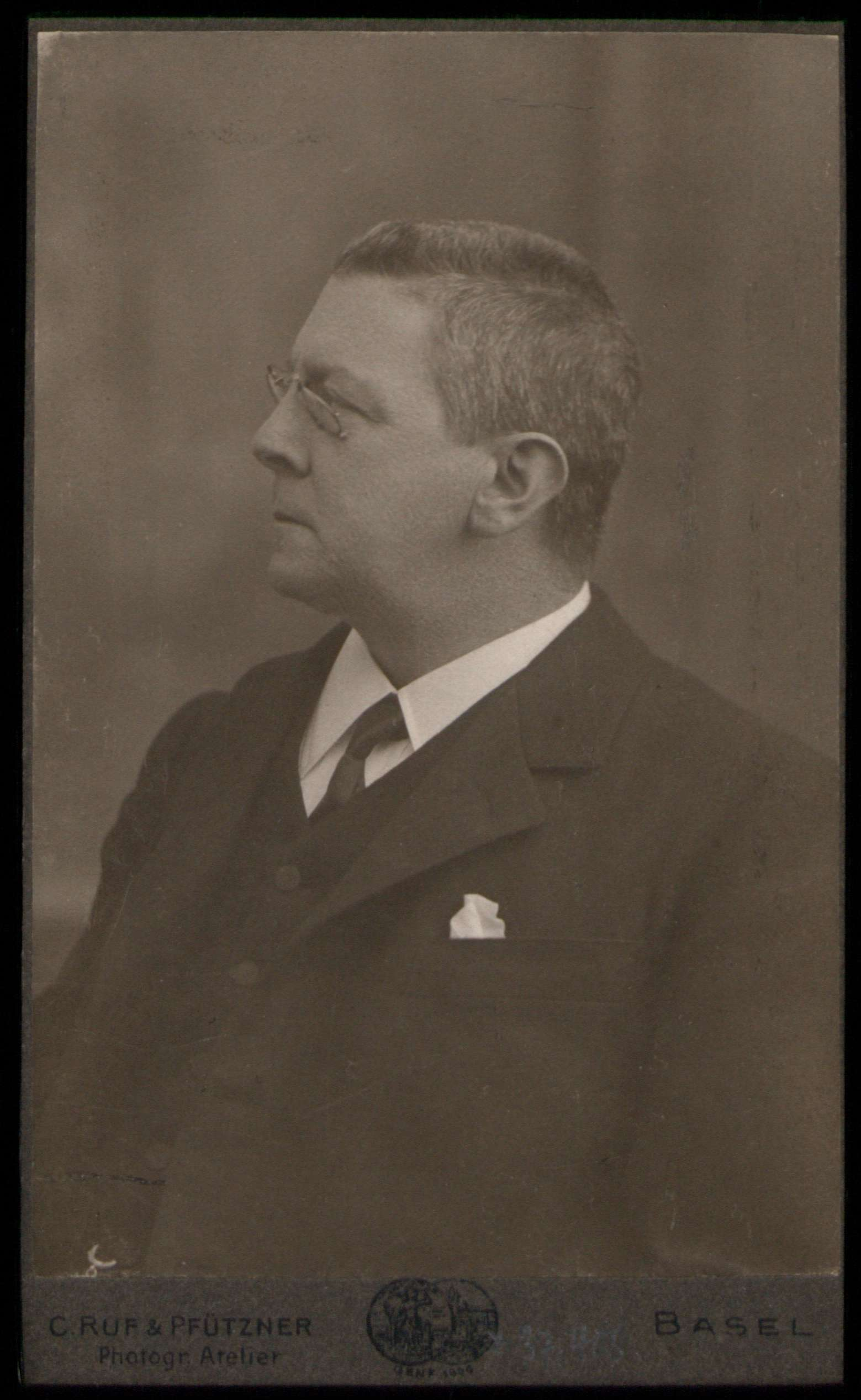
Georg Finsler (zwischen 1900 und 1920)

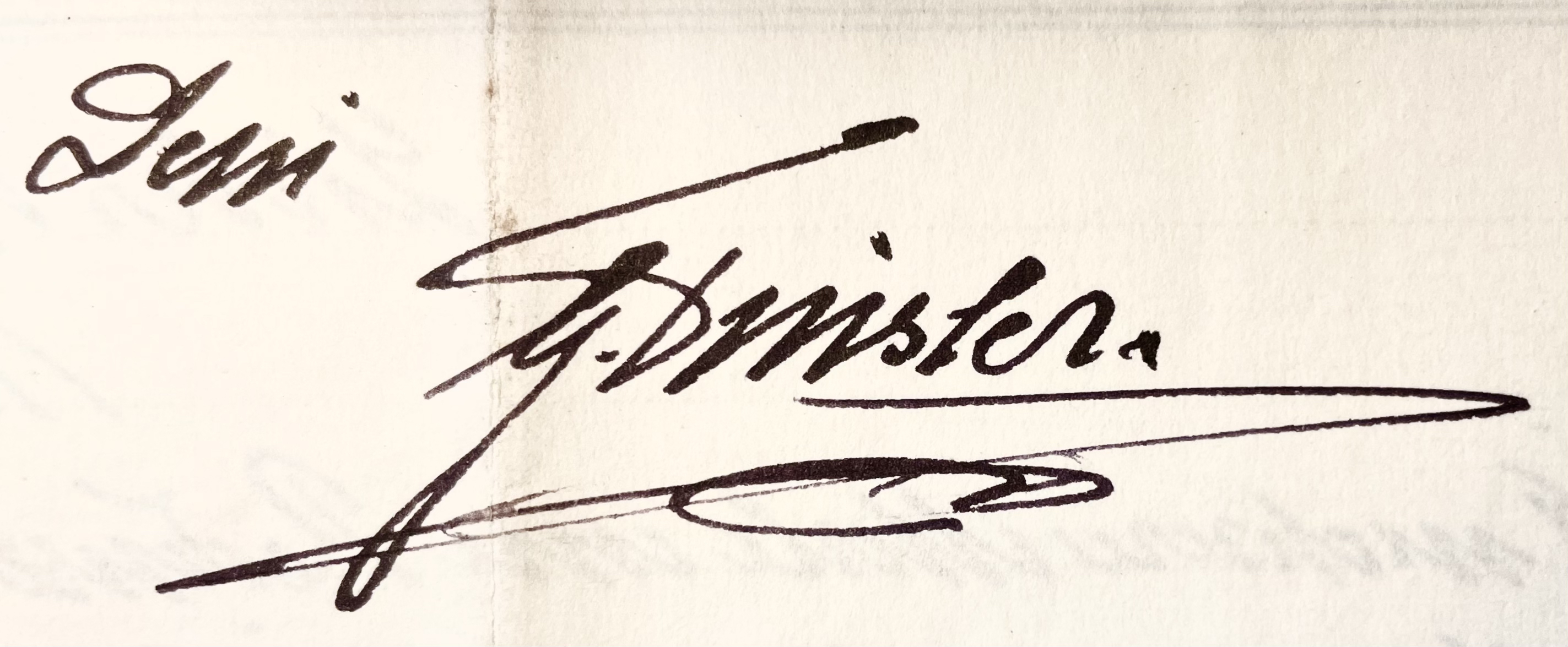
Unterschrift Georg Finslers in einem Brief an Albert Bachmann, Chefredaktor des Schweizerischen Idiotikons, vom 14. März 1915

Georg Finsler (* 23. Januar 1860 in Zürich; † 18. November 1920 in Basel) war ein Schweizer reformierter Pfarrer und Theologe.

## Leben
Finsler, ein Sohn des Kaufmanns Jakob Georg Finsler (1822–1888), studierte in Zürich, Basel und Göttingen Evangelische Theologie. 1884 wurde er Pfarrer in Hombrechtikon. 1890 ging er als Religionslehrer an das Gymnasium in Basel. Diese Stelle hatte er bis zu seinem Tod inne.
Finsler wurde vor allem als Zwingli-Forscher bekannt. Mit seiner umfassenden 1897 erschienenen umfassenden Bibliographie von Ulrich Zwinglis Schriften leistete er eine entscheidende Vorarbeit für die seit 1904 in der Reihe Corpus Reformatorum erschienene kritische Zwingli-Ausgabe, die er gemeinsam mit Emil Egli und nach dessen Tod 1908 mit Walther Köhler herausgab. Im Zusammenhang mit der Editionstätigkeit verfasste er auch etliche Aufsätze und edierte Quellenschriften in der Reihe Quellen zur schweizerischen Reformationsgeschichte, darunter die Chronik des Bernhard Wyß 1519–1530. Zum Jubiläum der Zürcher Reformation 1919 gab er eine Auswahlausgabe von Zwinglis Werken heraus.

## Veröffentlichungen (Auswahl)
- Genealogie der Familie Finsler. Werner-Riehm, Basel 1891 (Digitalisat).
- Zwingli-Bibliographie. Verzeichnis der gedruckten Schriften von und über Ulrich Zwingli. Orell Füssli, Zürich 1897; Reprint Nieukoop 1962.
- als Herausgeber: Ulrich Zwingli. Eine Auswahl aus seinen Schriften auf das vierhundertjährige Jubiläum der Zürcher Reformation, im Auftrag des Kirchenrates des Kantons Zürich. Schulthess, Zürich 1918.